# Usmerena orto metalacija
Usmerena orto metalacija (DoM) je adaptacija elektrofilne aromatične supstitucije u kojoj se elektrofili vezuju isključivo za orto poziciju direktne metalacione grupe ili DMG preko posredničkih arillitijumskih jedinjenja. DMG reaguje sa litijumom preko heteroatoma. Primeri DMG-a su metoksi grupa, tercijarna aminska grupa i amidna grupa. Jedinjenje se može proizvesti usmerenom litijacijom anizola.
Opšti princip je prikazan u šemi 1. Sistem aromatičnog prstena sa DMG grupom 1 interaguje sa alkillitijumom kao što je n-butillitijum u svom specifičnom agregacionom stanju (dakle (R-Li)n) do međuproizvoda 2 pošto je heteroatom na DMG Luisova baza, a litijum je Luisova kiselina. Sasvim bazni alkillitijum zatim deprotonira prsten u najbližoj orto poziciji formirajući arillitijum 3 uz održavanje kiselo-bazne interakcije. Elektrofil reaguje u sledećoj fazi u elektrofilnoj aromatičnoj supstituciji sa jakom preferencijom za litijum ipso poziciju koja zamenjuje atom litijuma.
Obične elektrofilne supstitucije sa aktivirajućom grupom pokazuju preferenciju i za orto i za para položaj, ova reakcija pokazuje povećanu regioselektivnost jer je ciljana samo orto pozicija.
Ovu vrstu reakcije su nezavisno izvestili Henri Gilman i Georg Vitig oko 1940.